# Glen Byam Shaw
Glencairn Alexander Byam Shaw, noto semplicemente come Glen Byam Shaw (Londra, 13 dicembre 1904 – Goring-on-Thames, 29 aprile 1986), è stato un attore, regista teatrale e direttore artistico britannico.

## Biografia
Glen Byam Shaw nacque a Londra, ultimo dei cinque figli dell'artista John Byam Liston Shaw e Caroline Evelyn Eunice Pyke-Nott. Studiò alla Westminster School, dove divenne amico di John Gielgud. 
Fece il suo debutto teatrale nel 1923 e due anni più tardi esordì sulle scene londinesi ne Il giardino dei ciliegi, in cui tornò a recitare cinque anni più tardi anche a Broadway. Negli anni venti recitò in diverse opere di Anton Čechov ed August Strindberg, ottenendo recensioni positive dalle testate britanniche. Grazie all'amico e amante Ivor Novello, Byam Shaw conobbe l'attrice Constance Collier e il poeta Siegfried Sassoon, con cui ebbe una breve relazione. Byam Shaw era bisessuale e nel 1929 sposò l'attrice Angela Baddeley, con cui ebbe due figli; la coppia rimase insieme fino alla morte della donna nel 1976.
Dopo aver intrapreso una tournée in Sudafrica con la moglie nel 1931, Glen Byam tornò a calcare le scene londinesi e nel 1994 recitò accanto a Laurence Olivier e Gwen Ffrangcon Davies in Queen of Scots per la regia di Gielgud. Successivamente continuò a lavorare a stretto contatto con Gielgud, che nel 1934 lo diresse come Laerte nell'Amleto e nel 1935 come Benvolio in Romeo e Giulietta con un cast di alto profilo che comprendeva anche Olivier, Peggy Ashcroft ed Edith Evans. Nello stesso anno fece il suo esordio alla regia, dirigendo a quattro mani con Gielgud Riccardo II ad Oxford. Alla fine degli anni trenta interpretò Darcy in un adattamento teatrale di Orgoglio e pregiudizio, Sir Benjamin Backbite ne La scuola della maldicenza e ruoli minori ne Il mercante di Venezia. Nel 1938 diede il suo addio alle scene interpretando Orazio accanto all'Amleto di John Gielgud a Londra e al Castello di Kronborg. Successivamente si dedicò esclusivamente alla regia.
Con lo scoppio della seconda guerra mondiale si arruolò come volontario nei Royal Scots; nel 1942 combatté a Burma e trascorse parte del conflitto in India realizzando filmati per l'addestramento delle reclute. Fu congedato nel 1945 con il rango di maggiore e nel 1946 tornò a lavorare come regista a Londra, dirigendo un allestimento di Antonio e Cleopatra in abiti elisabettiani con Godfrey Tearle ed Edith Evans in scena al Piccadilly Theatre. Tra il 1947 e il 1951 Byam Shaw fu direttore della scuola dell'Old Vic e dal 1952 al 1957 fu il direttore dello Shakespeare Memorial Theatre di Stratford-upon-Avon. A Stratford diresse quattordici opere di Shakespeare, tra cui Antonio e Cleopatra con Michael Redgrave, Macbeth con Olivier e Vivien Leigh, Re Lear con Albert Finney, Otello e Come vi piace. Insieme ad Anthony Quayle, Byam Shaw rese Stratford uno dei maggiori centri teatrali dell'Inghilterra, riuscendo ad attrarre attori di alto profilo e registi del calibro di Peter Hall e Peter Brook.
Nel 1962 fu nominato direttore artistico della Sadler's Wells Opera, ottenendo grandi successi grazie alla stretta collaborazione con il direttore d'orchestra Colin Davis. Particolarmente apprezzati furono i suoi allestimenti di Così fan tutte, Un ballo in maschera, Hansel und Gretel, Orfeo ed Euridice, Il pipistrello, Il franco cacciatore e La carriera di un libertino. Nel 1968 riscosse un grande successo con I maestri cantori di Norimberga sotto la direzione musicale di Reginald Goodall; successivamente tornò a collaborare con Goodall nella tetralogia dell'anello del Nibelungo e, infine, in Tristano e Isotta nel 1981.
Morì a Goring-on-Thames nel 1986.

## Filmografia
- La congiura delle beffe (The Vagabond Queen), regia di Géza von Bolváry (1929)
- I giovani arrabbiati (Look Back in Anger), regia di Tony Richardson (1958)

## Doppiatori italiani
- Giorgio Capecchi ne I giovani arrabbiati